# AS Saint-Étienne
AS Saint-Étienne, właśc. Association sportive de Saint-Étienne Loire, oficjalny skrót ASSE – francuski klub piłkarski z siedzibą w Saint-Étienne założony w 1919 (od lipca 1933 pod aktualną nazwą i ze statusem klubu profesjonalnego).

## Historia
Klub założony został w 1919 roku przez członków Amicale des employés de la Société des magasins Casino – związku zawodowego pracowników grupy sklepów spożywczych firmy handlowej Casino. Początkowa nazwa klubu była identyczna z nazwą związku, jednak w roku 1920 francuska federacja piłkarska zakazała używania w nazwach klubów nazw firm i z tego powodu z nazwy usunięto słowo Casino. W lipcu 1933 roku klub stał się klubem zawodowym i jednocześnie zmienił nazwę na do dziś obowiązującą – Association Sportive de Saint-Étienne.
Obecnie klub występuje w Ligue 2.

## Sukcesy
- Mistrzostwo Francji: (10) 1957, 1964, 1967, 1968, 1969, 1970, 1974, 1975, 1976, 1981
- Puchar Francji: (6) 1962, 1968, 1970, 1974, 1975, 1977
- Puchar Ligi Francuskiej: (1) 2013
- Puchar Charles Drago: (2) 1955, 1958
- Mistrzostwo Ligue 2: (3) 1963, 1999, 2004
- Finał Pucharu Europy (Ligi Mistrzów): (1) 1976

## Obecny skład
Stan na 23 lutego 2022
| Nr | Poz. | Piłkarz                                 |
| -- | ---- | --------------------------------------- |
| 2  | OB   | Harold Moukoudi                         |
| 3  | OB   | Mickaël Nadé                            |
| 4  | OB   | Saïdou Sow                              |
| 5  | OB   | Timothée Kolodziejczak                  |
| 6  | PO   | Lucas Gourna-Douath                     |
| 7  | PO   | Ryad Boudebouz                          |
| 8  | PO   | Mahdi Camara                            |
| 9  | NA   | Sada Thioub (wypożyczony z Angers SCO)  |
| 10 | NA   | Wahbi Khazri (kapitan)                  |
| 11 | OB   | Gabriel Silva                           |
| 13 | OB   | Miguel Trauco                           |
| 14 | OB   | Falaye Sacko (wypożyczony z Vitórii SC) |
| 15 | PO   | Bilal Benkhedim                         |
| 16 | BR   | Boubacar Fall                           |
| 17 | PO   | Adil Aouchiche                          |

| Nr | Poz. | Piłkarz                                           |
| -- | ---- | ------------------------------------------------- |
| 18 | NA   | Arnaud Nordin                                     |
| 19 | PO   | Yvan Neyou                                        |
| 20 | NA   | Denis Bouanga                                     |
| 21 | NA   | Romain Hamouma (wicekapitan)                      |
| 22 | OB   | Eliaquim Mangala                                  |
| 23 | OB   | Joris Gnagnon                                     |
| 25 | PO   | Assane Dioussé                                    |
| 26 | NA   | Bakary Sako                                       |
| 27 | OB   | Yvann Maçon                                       |
| 28 | PO   | Zaydou Youssouf                                   |
| 29 | PO   | Aïmen Moueffek                                    |
| 30 | NA   | Maxence Rivera                                    |
| 31 | NA   | Enzo Crivelli (wypożyczony z İstanbul Başakşehir) |
| 40 | BR   | Etienne Green                                     |
| 50 | BR   | Paul Bernardoni (wypożyczony z Angers SCO)        |

### Piłkarze na wypożyczeniu
| Nr | Poz. | Piłkarz                                          |
| -- | ---- | ------------------------------------------------ |
|    | OB   | Sergi Palencia (w CD Leganés do 30 czerwca 2022) |
|    | NA   | Charles Abi (w EA Guingamp do 30 czerwca 2022)   |

| Nr | Poz. | Piłkarz                                                |
| -- | ---- | ------------------------------------------------------ |
|    | NA   | Jean-Philippe Krasso (w AC Ajaccio do 30 czerwca 2022) |